# Айташева, Зауре Гайнетдиновна
Зауре Гайнетдиновна Айташева (каз. Зәуре Ғайнетдинқызы Айташева; род. 24 октября 1956, Алма-Ата) — казахстанский ученый и педагог, организатор науки, доктор биологических наук, профессор. Основатель и первый президент Фулбрайтовской Ассоциации ученых Казахстана (2002—2003 гг.), секретарь Казахстанского Гумбольдтовского Клуба (с 2002 г.)

## Биография
Родилась 24 октября 1956 г. в Алма-Ате.
В 1974 году окончила Республиканскую физико-математическую школу в г. Алма-Ате. После окончания школы поступила в Казахский государственный университет им. С. М. Кирова на биологический факультет, который окончила в 1979.
В 1987 году защитила диссертацию на соискание ученой степени кандидата биологических наук.
С 1999 г. — член Американского общества биологов растений. В 2001—2005 гг. являлась членом Японского общества физиологов растений, курировала коллекцию бобовых и тыквенных культур, в том числе авторской селекции.
В 2005 году, подводя итог многолетней исследовательской работы, защитила докторскую диссертацию на соискание ученой степени доктора биологических наук: 03.00.04 «Специфические белки микроспорофита и их взаимодействие при прорастании пыльцы», Институт молекулярной биологии и биохимии им. М. А. Айтхожина, г. Алматы, Республики Казахстан.
Владеет казахским, русским, английским, немецким, французским языками, награждена правительственной медалью «Ерен еңбеги үшін».

## Профессиональная деятельность
- С 1977 по 1980 гг. — член городского совета г. Алма-Аты;
- С 1999 г. — член Американского Общества биологов растений;
- С 2002 по 2003 гг. — первый президент Ассоциации ученых Фулбрайта Казахстана;
- В 2001—2005 гг. — член Японского общества физиологов растений;
- С 2002 года по настоящее время — секретарь Клуба Гумбольдта Казахстана;
- С 2005 по 2019 гг. — заведующий кафедрой молекулярной биологии и генетики КазНУ им.аль-Фараби.

## Научная работа
Профессор Айташева автор более 200 научных работ по физиологии, биохимии, молекулярной биологии растений, в том числе 1 монографии, 2 патентов Республики Казахстан, 7 авторских свидетельств. В 2011—2014 гг осуществляла руководство научно-исследовательскими проектами: «Создание и комплексная оценка кустовых высокобелковых сортоформ и линий фасоли», а также проектом «Создание отечественной коллекции пищевой и декоративной тыквы для селекции и фиторемедиации почв Казахстана, загрязненных пестицидами» З. Г. Айташева подготовила одного кандидата биологических наук и двух PhD-докторов.